# Paracheilinus rennyae
Paracheilinus rennyae là một loài cá biển thuộc chi Paracheilinus trong họ Cá bàng chài. Loài này được mô tả lần đầu tiên vào năm 2013.

## Từ nguyên
Từ định danh được đặt theo tên của Renny K. Hadiaty (1960–2019), Quản lý các mẫu cá tại Bảo tàng Động vật học Bogor (Viện Khoa học Indonesia) tại Cibinong, nhằm vinh danh những đóng góp có giá trị của bà về các loài cá nước ngọt và cá biển ở Indonesia.

## Phân bố và môi trường sống
P. rennyae hiện chỉ được biết đến bờ tây nam của đảo Flores, Indonesia, cũng như đảo Komodo gần đó, được tìm thấy ở độ sâu khoảng 15–40 m.

## Mô tả
Chiều dài chuẩn lớn nhất được ghi nhận ở P. rennyae là 6 cm.
Cá đực có màu đỏ cam, phớt vàng ở thân dưới với khoảng 10 sọc mảnh (có thể đứt đoạn), màu hồng xám đến xanh lam nhạt hơn ở hai bên thân. Có nhiều sọc xanh óng nổi bật trên mõm và sau mắt. Vây lưng, vây hậu môn và vây bụng nhìn chung có màu cam phớt đỏ đến đỏ tía với viền xanh lam, trừ các vệt vàng cam tương phản ở cuối vây lưng và vây hậu môn. Vây lưng và vây hậu môn có hàng đốm xanh dọc theo gốc. Vây đuôi có hai dải màu xanh lam chia vây thành 3 phần, 2/3 tính từ gốc là màu đỏ đến xanh lục, 1/3 ngoài cùng màu vàng với viền mỏng màu đỏ. Khi vào mùa sinh sản, cá đực có màu sắc đậm hơn, đặc biệt là các sọc chuyển thành màu xanh lục lam óng.
Số gai vây lưng: 9; Số tia vây lưng: 11; Số gai vây hậu môn: 3; Số tia vây hậu môn: 9; Số gai vây bụng: 1; Số tia vây bụng: 5.

## Phân loại
P. rennyae nằm trong phức hợp cùng với Paracheilinus alfiani và Paracheilinus angulatus, chủ yếu dựa vào đặc điểm không có tia vây lưng dạng sợi vươn dài, vây đuôi không lõm và mối quan hệ di truyền chặt chẽ.

## Lai tạp
Cá thể lai được cho là giữa P. angulatus với Paracheilinus paineorum đã được quan sát ở đảo Flores.